# Hiddenhausen
Hiddenhausen is een plaats en gemeente in de Duitse deelstaat Noordrijn-Westfalen, gelegen in de Kreis Herford. De gemeente Hiddenhausen telt 19.724 inwoners (31 december 2020) op een oppervlakte van 23,86 km².

## Plaatsen in de gemeente Hiddenhausen
De gemeente bestaat uit de volgende zes, min of meer verstedelijkte, dorpen (Ortsteile); tussen haakjes achter de plaatsnaam het aantal inwoners:
- Eilshausen (4.672)
- Hiddenhausen (2.457)
- Lippinghausen (2.569)
- Oetinghausen (4.073)
- Schweicheln-Bermbeck (4.799)
- Sundern (1.443)

Het aantal inwoners van de gemeente bedraagt 20.013 in totaal. 
Peildatum: 28 februari 2021.

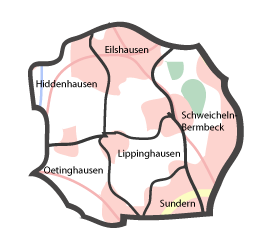
Kaart van de gemeente
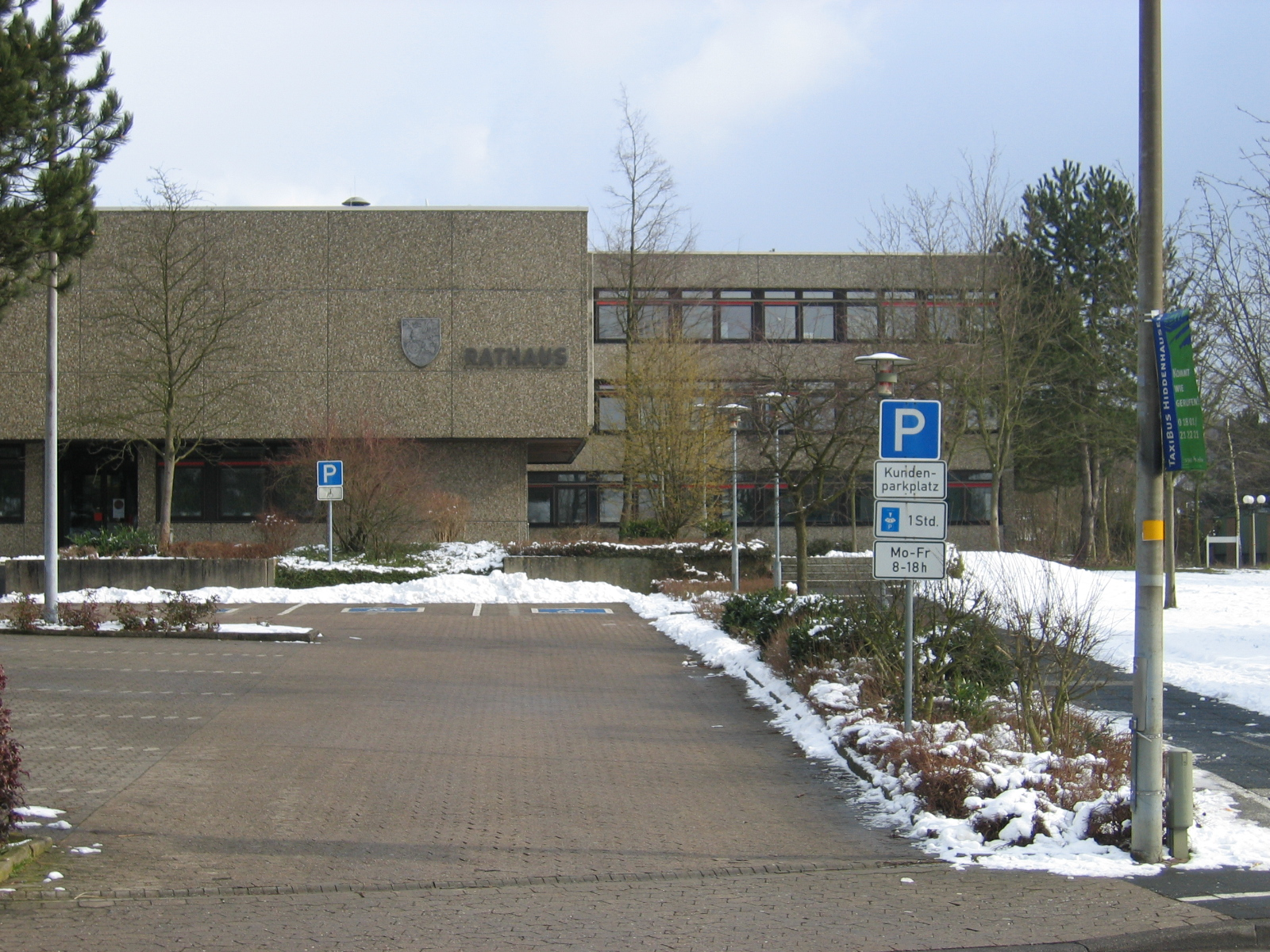
Gemeentehuis in Lippinghausen

## Ligging, verkeer
Het landschap in de gemeente, die tussen het Wiehengebergte en het Teutoburger Woud in ligt, wordt tot het Ravensberger Hügelland gerekend en is licht heuvelachtig. In het oosten is een heuvel met een 163 m hoge top. Waterlopen van betekenis ontbreken. Aan de oostkant van Oetinghausen ligt een 139 ha groot natuurreservaat (wetland en soortenrijk grasland) met de naam Füllenbruch.
De gemeente ligt halverwege Bünde (noordwaarts) en Herford (zuidwaarts); afstand tot beide steden ca. 5 kilometer.
Het gemeentehuis van Hiddenhausen staat in het dorp Lippinghausen.
Aan de oostrand van de gemeente loopt de Bundesstraße 239 en bijna evenwijdig daaraan de spoorlijn Bünde- Herford (zie: Spoorlijn Hannover - Hamm). In het Ortsteil Schweicheln-Bermbeck is een stationnetje, waar de stoptreinen tussen beide steden stoppen. Door Hiddenhausen rijdt op werkdagen 1 x per uur de streekbus 646 Bünde-Herford v.v. van maandag t/m vrijdag tot 20.00 's avonds. Er rijden twee belbusdiensten voor verkeer tussen de dorpen van de gemeente onderling.
Aan de noordrand van de gemeente loopt de Autobahn A30 die in westelijke richting naar  Osnabrück en Amsterdam en in oostelijke richting naar Bad Oeynhausen, Hannover en Berlijn loopt. Afrit 28 van deze Autobahn is aan de noordkant van de gemeente Hiddenhausen gelegen.

## Geschiedenis
De streek was pas continu bewoond vanaf de 8e eeuw en wel door Saksische boerenfamilies. In de 10e eeuw werd in Hiddenhausen de St. Gangulfuskerk gebouwd. 
Evenals het naburige Bünde, dat ten tijde van de Reformatie massaal tot de evangelisch-lutherse gezindte was overgegaan, kwam Hiddenhausen in de 16e eeuw aan het Graafschap Ravensberg en raakte zo eerst in bezit van Brandenburg-Pruisen en later aan het Koninkrijk Pruisen dat uiteindelijk de facto in het Duitse Keizerrijk opging.
Van de 15e eeuw tot ca. 1832 was de bevolking arm. De meeste mensen waren keuterboeren, die van de productie van vlas voor de textielnijverheid moesten bestaan. De vraag hiernaar verdween toen textiel elders goedkoper gemaakt kon worden. Vanaf 1843 werd ook in Hiddenhausen op tabakverwerking, met name sigarenmakerij als huisnijverheid en in kleine fabrieken overgestapt. Toen in 1855 de spoorlijn naar Osnabrück en naar Nederland openging, werd het mogelijk, tabak in grote hoeveelheden via Nederland uit Nederlands-Indië te importeren. De tabaksnijverheid nam  in Bünde een grote vlucht. Veel mensen uit Hiddenhausen hadden werk in deze bedrijfstak, die echter rond 1960 bijna geheel teloorging. Van 1895 tot 1969 stond er ook een vrij grote margarinefabriek in het dorp (van de fa. Meyer). Van deze fabriek is nog een klokkentorentje bewaard gebleven, dat bij het gemeentehuis staat. De markante directeursvilla uit 1926 in het dorp wordt door nazaten van de oprichter bewoond.
Na de Tweede Wereldoorlog werden  ook in Hiddenhausen honderden  Heimatvertriebene gehuisvest, wat de bouw van nieuwe woonwijken noodzakelijk maakte.

## Economie
In Hiddenhausen-Sundern werd in 1878 de bierbrouwerij Felsenkeller of Herforder Brauerei opgericht. De brouwerij brouwt het biermerk Herforder Pils. De brouwerij is een dochteronderneming van Warsteiner. Warsteiner was in 2018 van plan, deze brouwerij af te stoten. In januari 2021 werd bekendgemaakt, dat de verkoopplannen niet doorgaan en dat de brouwerij te Hiddenhausen-Sundern en het biermerk Herforder blijven bestaan.
Kleinere bedrijven in de gemeente fabriceren en verhandelen lak, (in toenemende mate) meubels en (tot 2018) kinderwagens.

## Bezienswaardigheden
- Het Haus Hiddenhausen (bouwjaar 1707) is een barok, kasteelachtig landhuis. Het wordt particulier bewoond door een adellijke familie. De bijbehorende tiendschuur (met klein ambachtenmuseum) en het park zijn wel te bezoeken.
- Hiddenhausen (St. Gangolf) en Eilshausen  hebben beide een markante dorpskerk. Die van Hiddenhausen is een van de oudste in dit deel van Duitsland en daarom cultuurhistorisch van belang; ze dateert deels van omstreeks 900 en werd in de 16e eeuw gerenoveerd. Die van Eilshausen heeft een middeleeuws uiterlijk, maar werd pas in 1926 gebouwd.
- Kasteel Bustedt, gebouwd in 1415, was ooit eigendom van het vrouwensticht te Herford. Het in verval geraakte gebouw werd in 1982 ingericht als schoolgebouw voor de gehele deelstaat Noordrijn-Westfalen voor speciaal biologie-onderwijs. De aangeboden lessen zijn zowel gericht op basis- als voortgezet onderwijs. De scholierengroepen kunnen voor meerdaagse cursussen in het kasteel overnachten. Het park rondom het kasteel is vrij toegankelijk.

## Afbeeldingen

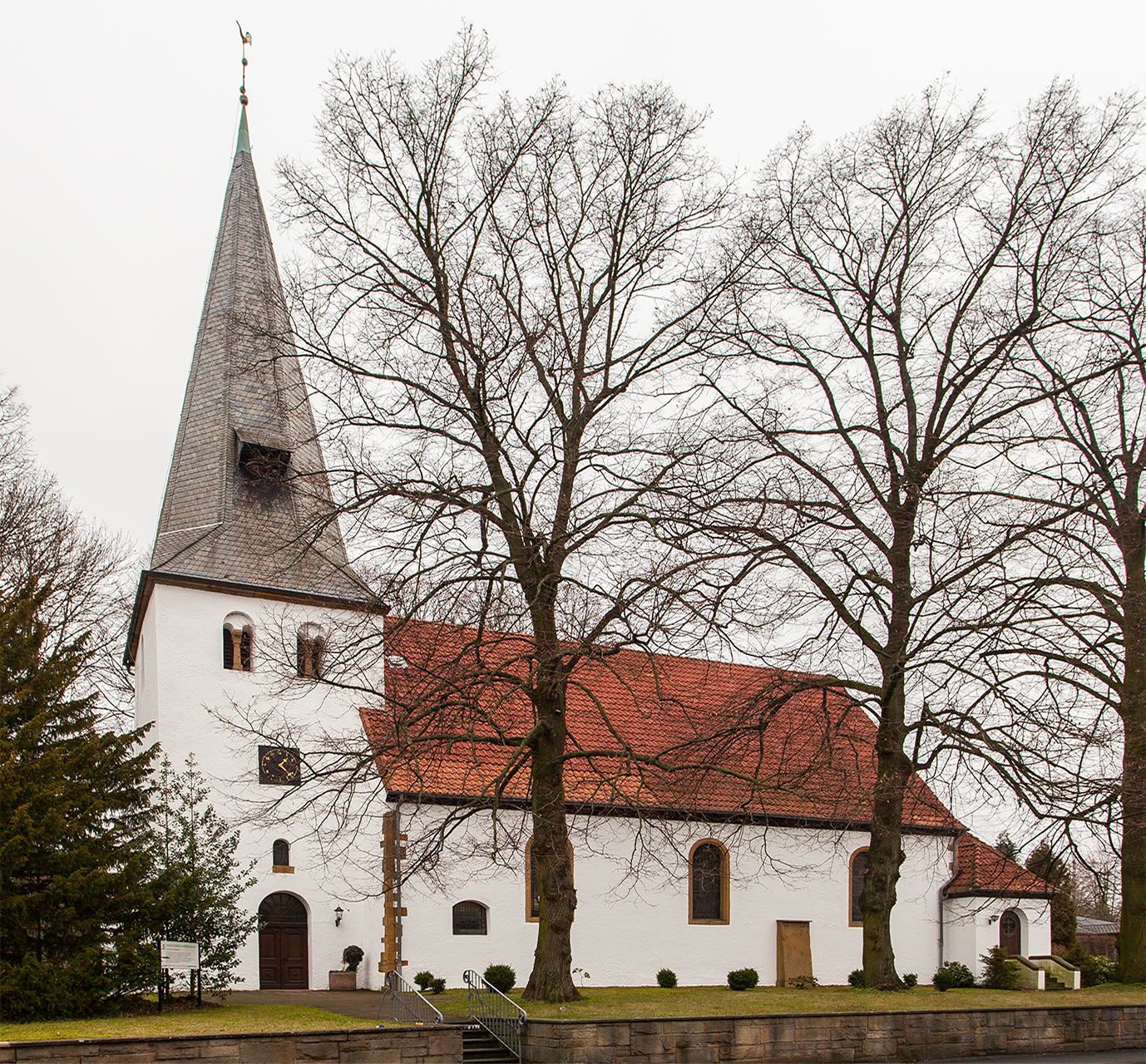
Evangelisch-lutherse St. Gangolfkerk in Hiddenhausen
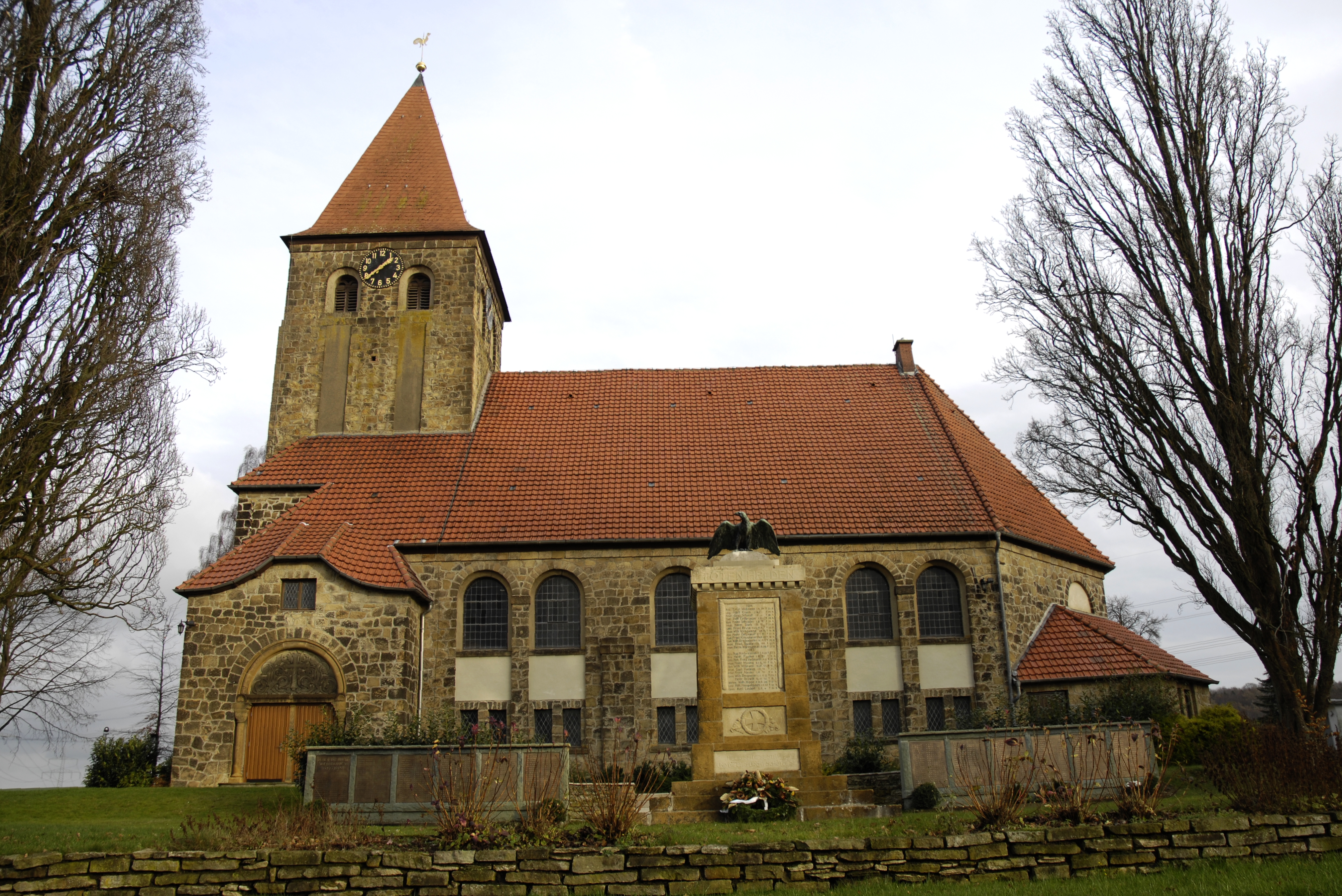
Kerk in Eilshausen
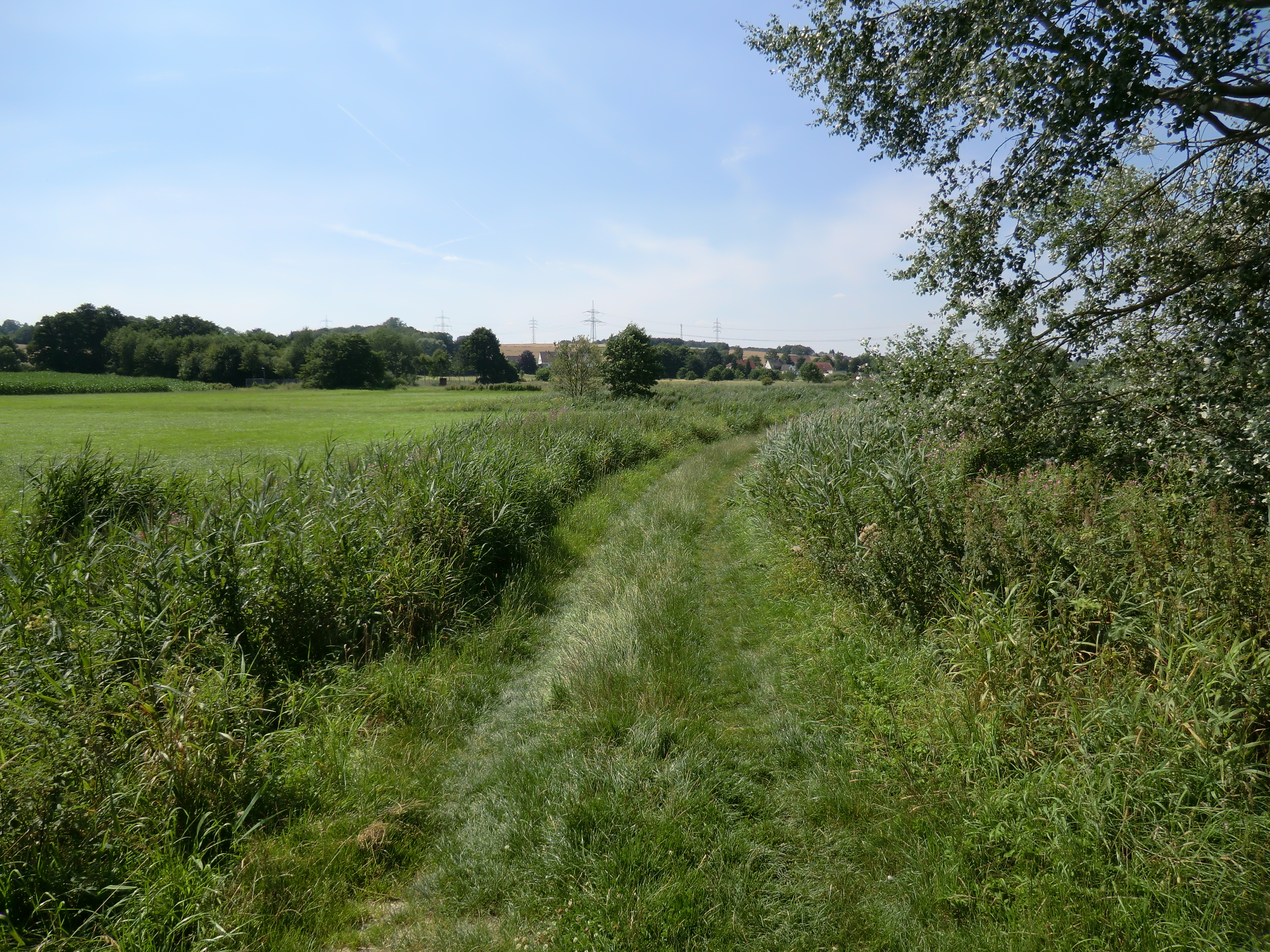
In het natuurreservaat Füllenbruch
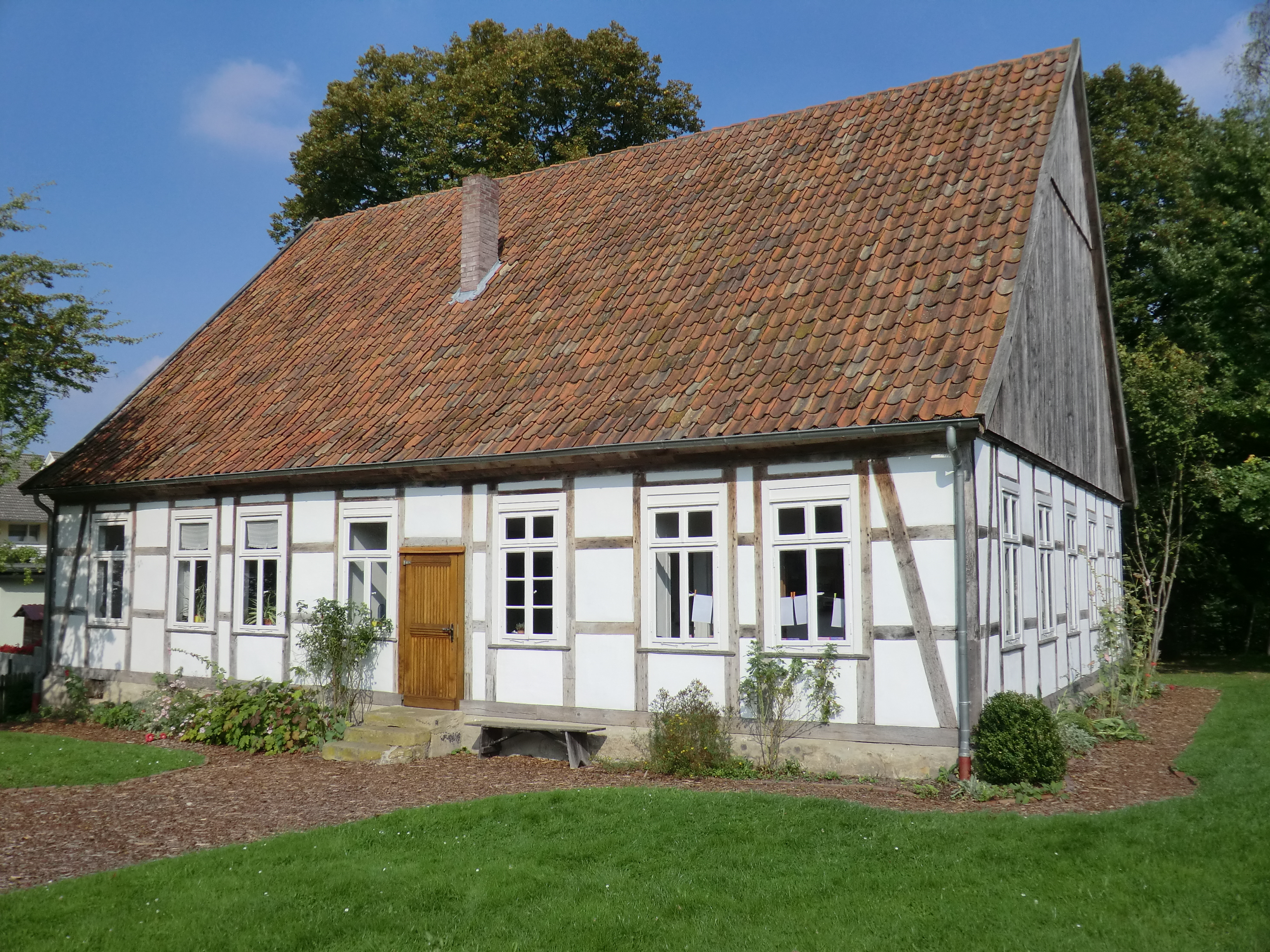
Oud schooltje uit 1847, dorpsmuseum Schweicheln-Bermbeck
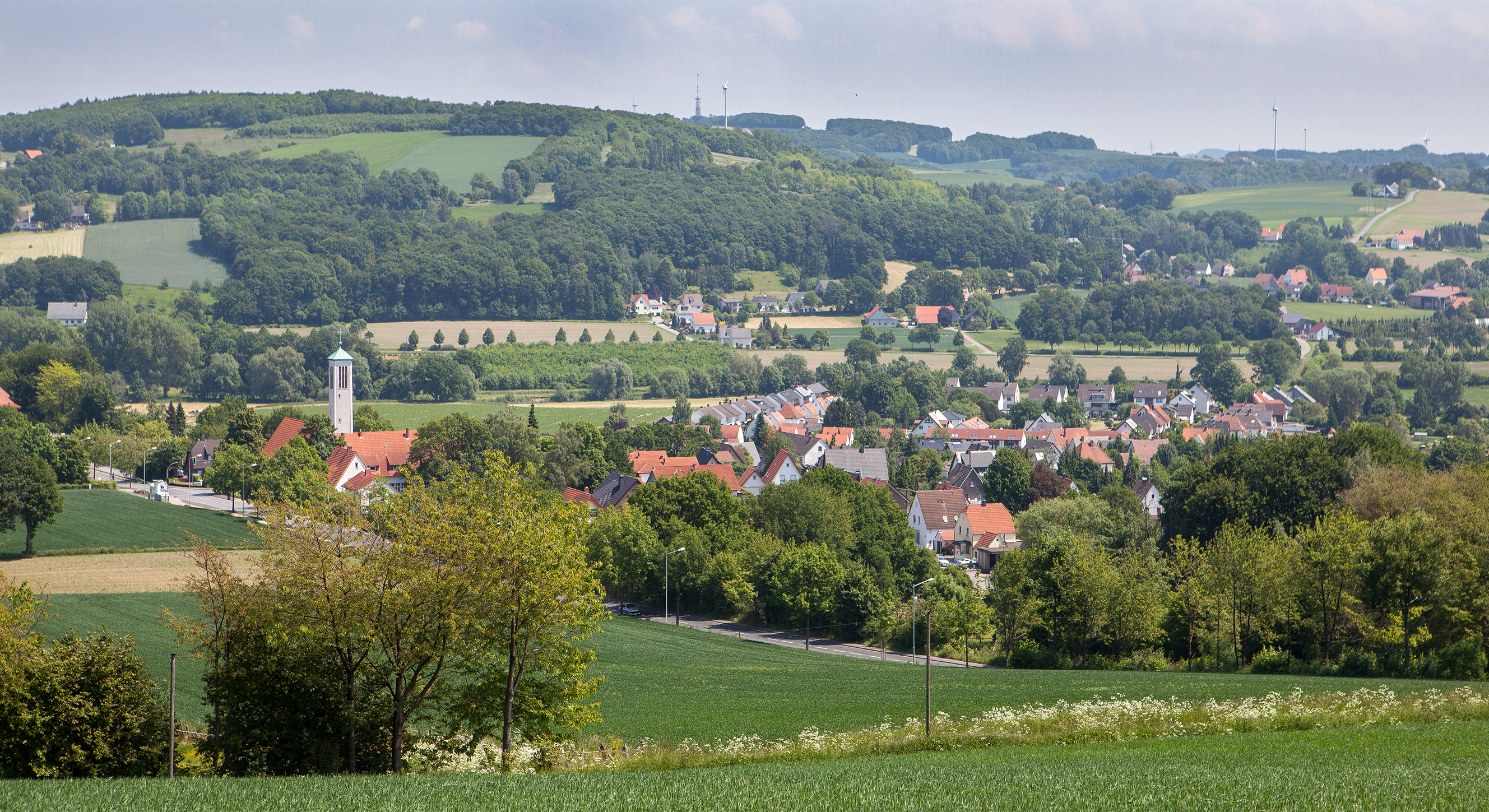
Uitzicht op Schweicheln-Bermbeck vanaf de heuvel Schweichler Berg
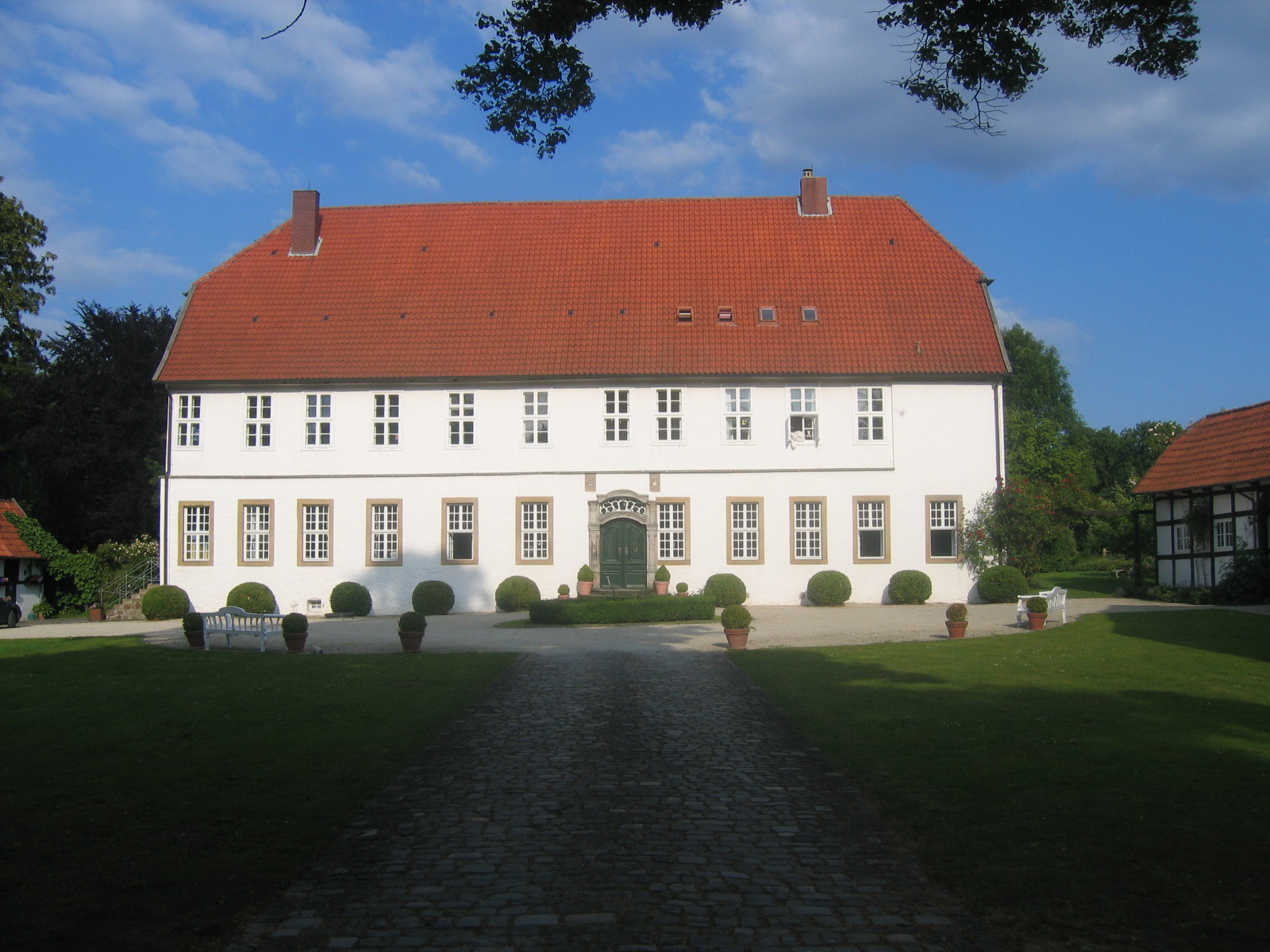
Haus Hiddenhausen
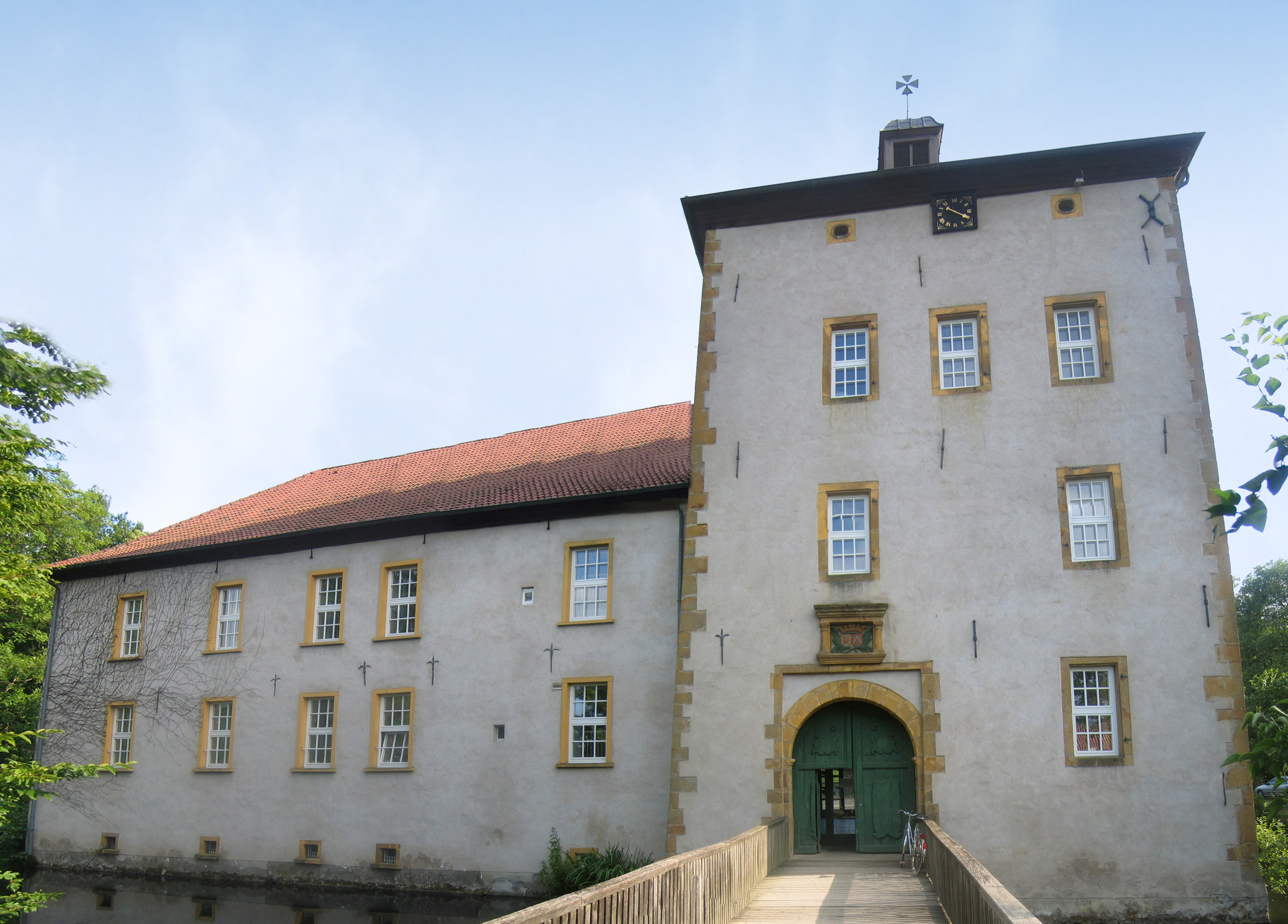
Kasteel Bustedt
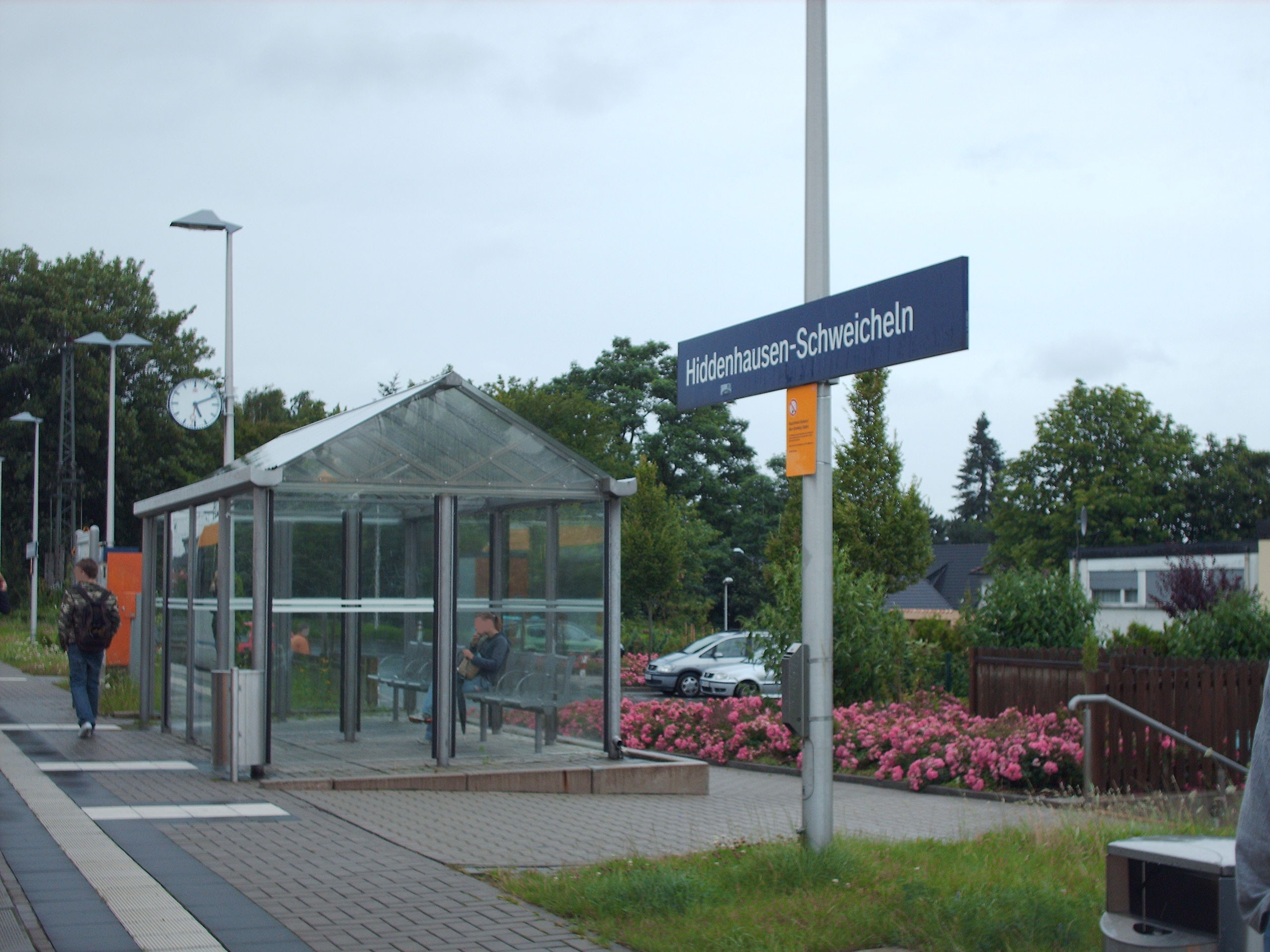
Station Hiddenhausen-Schweicheln

## Partnergemeenten
Er bestaan jumelages met:
- Loitz, Landkreis Vorpommern-Greifswald, Mecklenburg-Voor-Pommeren, sedert 13 september 1990
- Czechowice-Dziedzice, Powiat Bielski, Silezië, Polen, sedert 13 maart 1991.
- Kungälv, Västra Götalands län, Zweden, sedert 11 april 1991

## Geboren in Hiddenhausen
- Hermann Meyer  later:  Meyer-Lippinghausen (1841–1926), fabrikant van margarine, betekende veel voor het dorp
- Eduard Büchsel, geboren te Schweicheln, gemeente Hiddenhausen (1917-1980), Duits organist

Bünde · Enger · Herford · Hiddenhausen · Kirchlengern · Löhne · Rödinghausen · Spenge · Vlotho